# 柏崎刈羽核能發電廠
柏崎刈羽核能發電廠（日语：／ Kashiwazaki Kariwa Genshiryoku Hatsudensho）是位於日本新潟縣的核能發電廠，因廠址橫跨柏崎市與刈羽郡刈羽村兩地而得名，由東京電力經營，簡稱為「KK」（ケーケー）。目前共擁有7座發電機組，總發電量為821萬2千千瓦。

## 历史
柏崎刈羽核电站的首部發電機組于1978年12月動工、1985年9月开始商業运营，至1997年7月2日七號機商業运营後，超越加拿大的布魯斯核能發電廠成為世界最大的核能發電廠。
2007年新潟縣中越沖地震發生後，柏崎刈羽核電廠三號機的變壓器發生火警，導致廠內所有機組一度全面停止運轉。在地震之后，该工厂完全关闭了21个月。经提升耐震能力后，7号机组于2009年5月9日被重新启动，以后依次为机组1号、5号和6号（2、3、4号机组未被重新启动）。
2011年發生東日本大震災後，因應日本政府的政策，柏崎刈羽核電廠所有的發電機組現以定期檢修的名義停止運作，和安全改进正在被实施。截至2015年5月，没有机组被重新启动，并且没有机组被有望早于2015年底被重启。
柏崎刈羽核電廠6、7號機組，2017年12月通過安檢，2018年4月又發現新問題。
2021年4月14日，日本原子能管制委员会在定期记者会上宣布，不准柏崎刈羽核电站运营，并禁止东京电力向该核电站运输和装填核燃料。委員長更田豐志表示該電廠多個入侵偵測器故障，且同年1月發現有員工冒用同事的證件進入核電廠的中央控制室，代表電廠的反恐措施不全，因此下達為期至少一年的禁止運營命令，要求東京電力改善。
2021年7月21日，日本东电计划将柏崎刈羽核电厂的6、7号机组于2024年4月和2022年10月重启。
2023年12月27日，日本核电监管机构解除了对柏崎刈羽核电站的运行禁令。
2024年1月1日下午16时，本州西海岸石川县能登半岛发生M7.6级大地震（2024年能登半岛地震），東京電力公司在震后初时表示，正在檢查其核電廠是否有異常情況。原子能管制委員會則確認日本海沿岸的發電廠並未出現異常狀況。
然而据读卖新闻报道，东京电力称其下午6时45分左右检查柏崎刈羽核能發電廠1号至7号机组的反应堆时，发现多组机组发生废水泄露：其中2号机组约10升，3号机组约0.46升，6号机组约600升，7号机组约4升。以上废水中均含有放射性物质，目前正在测量放射性水平。

## 反应堆
有七个机组，它们都沿着海岸线一字排开。从最南端开始编号为1号机组到4号机组，再有就是4号和7号机组之间的大片绿地，然后继续有6号机组和5号机组，是最新的反应堆。
|                        | KK - 1     | KK - 2     | KK - 3     | KK - 4     | KK - 5     | KK - 6        | KK - 7        |
| ---------------------- | ---------- | ---------- | ---------- | ---------- | ---------- | ------------- | ------------- |
| 反应堆类型             | BWR        | BWR        | BWR        | BWR        | BWR        | ABWR          | ABWR          |
| 净电力 (MW)            | 1,067      | 1,067      | 1,067      | 1,067      | 1,067      | 1,315         | 1,315         |
| 毛电力 (MW)            | 1,100      | 1,100      | 1,100      | 1,100      | 1,100      | 1,356         | 1,356         |
| 开始施工               | 1980-06-05 | 1985-11-18 | 1989-03-07 | 1990-03-05 | 1985-06-20 | 1992-11-03    | 1993-07-01    |
| 首次临界               | 1984-12-12 | 1989-11-30 | 1992-10-19 | 1993-11-01 | 1989-07-20 | 1995-12-18    | 1996-11-01    |
| 运行日期               | 1985-09-18 | 1990-09-28 | 1993-08-11 | 1994-08-11 | 1990-04-10 | 1996-11-07    | 1997-07-02    |
| 安装成本 (千日圓/千瓦) | 330        | 360        | 310        | 310        | 420        | 310           | 280           |
| 反应堆/NSSS 供应商     | 东芝       | 东芝       | 东芝       | 日立       | 日立       | 日立/ 东芝/GE | 日立/ 东芝/GE |

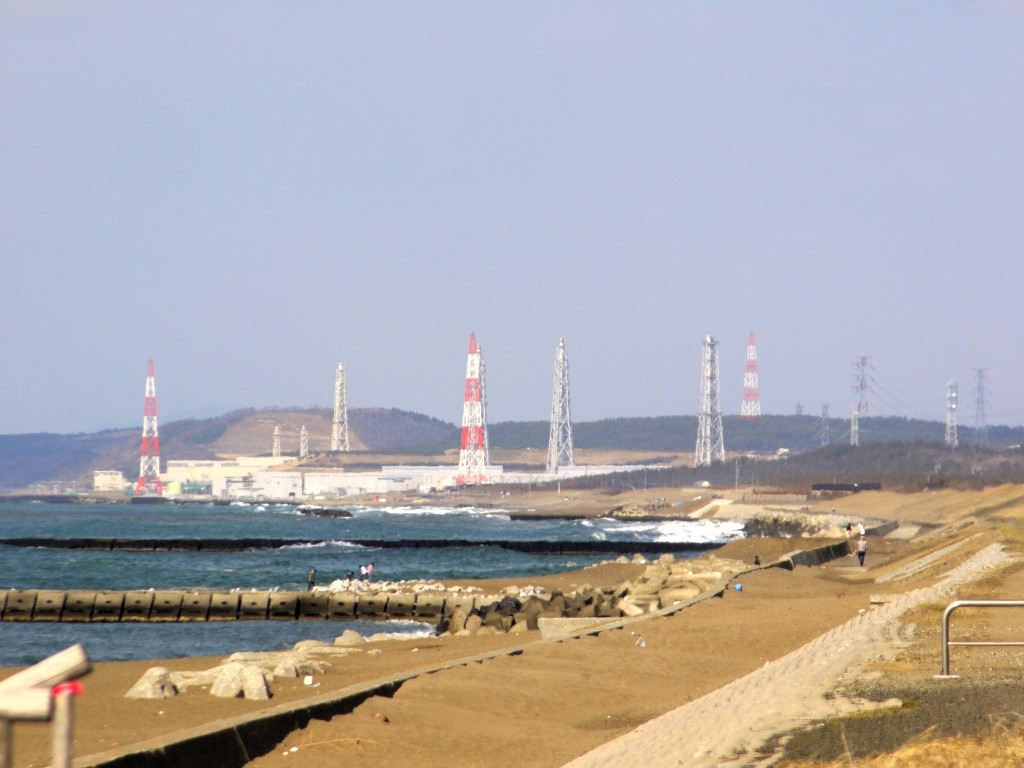
柏崎刈羽核能發電廠

发电厂机组的功率和安装成本很好的反映出核电厂成本的大趋势。资金成本在1980年代增加，但在现代变得更便宜。最后的两个机组是迄今为止建造的第一个先进沸水堆（ABWR）。

## 外部連結
- （日語）（英文）東京電力 柏崎刈羽核能發電廠 （页面存档备份，存于）
- （日語）新潟縣防災局原子力安全對策課 東京電力柏崎刈羽核能發電廠之概要
- （日語）要求關閉柏崎刈羽電廠科學家、工程學家之會 （页面存档备份，存于）
- （日語）（英文）東京電力株式會社　柏崎刈羽核能發電廠 （页面存档备份，存于） 原子力規制委員會